# Mieszanka betonowa
Mieszanka betonowa – mieszanina powstała w wyniku całkowitego wymieszania cementu, wody, kruszywa drobnego i grubego oraz ewentualnych dodatków i domieszek. Produktem twardnienia mieszanki betonowej jest beton. Stadium przekształcenia następuje, gdy niemożliwe jest zagęszczenie mieszanki (dowolną metodą). Mieszanka betonowa w zależności od przyjętej technologii robót powinna być odpowiednio plastyczna oraz urabialna, by było możliwe jej ułożenie i zagęszczenie. Najważniejsze właściwości mieszanki betonowej to:
- konsystencja
- segregacja składników
- odsączanie (bleeding)
- jamistość
- urabialność